# Meliosma minutipetala
Meliosma minutipetala är en tvåhjärtbladig växtart som beskrevs av Arbeláez. Meliosma minutipetala ingår i släktet Meliosma och familjen Sabiaceae. Inga underarter finns listade.